# Izvéstia

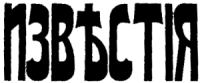
Logo antic d'Izvèstia (utilitza dues lletres que ja no es fan servir en rus)

Izvéstia (en rus Известия) és un diari rus de molta tirada i trajectòria dilatada. La paraula izvéstia en rus significa 'notícies' i és una abreviatura del nom oficial Izvèstia Soviètov Naródnikh Deputàtov SSSR (en alfabet ciríl·lic: Известия Советов народных депутатов CCCP), que significa 'Notícies dels Soviets dels Representants Populars de l'URSS'.

## Origen
El diari va començar com a Notícies del Soviet de Petrograd de Representants dels Treballadors el 13 de març de 1917 (el 28 de febrer del calendari julià) a Petrograd. Al principi el diari expressava els punts de vista menxevics i del Partit Social-Revolucionari.
L'agost de 1917 va prendre el títol Notícies del Comitè Central Executiu del Soviet de Petrograd de Representants dels Treballadors i els Soldats. A l'octubre de 1917 es va convertir en Notícies del Comitè Central Executiu dels Soviets de Representants d'Obrers i Militars, i finalment es va rebatejar com a Notícies dels Soviets dels Representants Populars de l'URSS.
Després del segon Congrés de Soviets, Izvéstia es va convertir en diari oficial del govern soviètic (Comitè Central Executiu del Soviet Suprem i Sovnarkom).

## Època soviètica
Durant el període soviètic, mentre que Pravda era l'òrgan oficial del Partit Comunista de la Unió Soviètica, Izvèstia expressava els punts de vista oficials del govern soviètic, tal com els publicava el Presídium del Soviet Suprem de l'URSS. El nom sencer era Izvèstia Soviètov Naródnikh Deputàtov SSSR (en rus, Известия Советов народных депутатов СССР).

## Història recent
Després del col·lapse de la Unió Soviètica, Izvéstia es descriu com a diari "nacional" de Rússia. El diari era propietat d'un hòlding de Vladímir Potanin, que té lligams íntims amb el govern.
La companyia estatal Gazprom va comprar una participació de control d'Izvèstia el 3 de juny de 2005 i es va incloure al holding de Gazprom-Mèdia. Segons les al·legacions del Comitè de Protecció de Periodistes, Raf Xakírov, redactor en cap d'Izvèstia, va ser forçat a dimitir perquè a alguns càrrecs del govern no els va agradar el tractament de la crisi d'ostatges de l'escola de Beslan. Altres fonts van informar que Potanin li havia demanat que plegués per por que el Kremlin s'incomodés per les fotografies explícites de la massacre que va publicar Izvèstia. El 2005, la tirada d'Izvèstia fou de 240.967 exemplars.